# UEFA Women's Champions League 2025-2026 - Qualificazioni
Alle gare del turno preliminare di qualificazione dell'edizione 2025-2026 dell'UEFA Women's Champions League prendono parte 65 squadre, delle quali 44 nel percorso Campioni e 21 nel percorso Piazzate. Le qualificazioni sono iniziate il 30 luglio e si concludono il 18 settembre 2025.

## Formato
Il formato della competizione è cambiato rispetto alle quattro edizioni precedenti, sostituendo alla fase a gironi una fase campionato, similmente a quanto introdotto nell'UEFA Champions League 2024-2025. La fase di qualificazione è stata organizzata su tre turni. I turni di qualificazione sono stati suddivisi su due percorsi, uno per le squadre vincitrici dei rispettivi campionati nazionali (percorso Campioni) e l'altro per le squadre piazzatesi al secondo o terzo posto nei rispettivi campionati nazionali (percorso Piazzate). Al primo turno prendono parte 21 squadre, tutte inserite nel percorso Campioni. Le squadre sono state suddivise in 6 minitornei, tre dei quali composti da quattro squadre, mentre gli altri tre da tre squadre. Le squadre si affrontano in gare secche di semifinali e finale; le vincitrici dei 6 minitornei accedono al secondo turno. Al percorso Campioni del secondo turno prendono parte 28 squadre, ossia le 6 vincitrici del primo turno e 22 squadre che entrano in questo turno; queste squadre sono state suddivise in 7 minitornei da quattro squadre ciascuno, secondo la stessa formula del primo turno. Le vincitrici dei 7 minitornei accedono al terzo turno, dove entra un'ulteriore squadra. Nel terzo turno le 8 squadre del percorso Piazzate si affrontano in partite di andata e ritorno e le 4 vincitrici sono ammesse alla fase campionato. Il percorso Piazzate parte dal secondo turno con 15 squadre, suddivise in 4 minitornei, tre dei quali composti da quattro squadre, mentre uno da tre squadre. Le squadre si affrontano in gare secche di semifinali e finale; le vincitrici dei 4 minitornei accedono al terzo turno, dove entrano altre sei squadre ammesse direttamente. Nel terzo turno le 10 squadre del percorso Piazzate si affrontano in partite di andata e ritorno e le 5 vincitrici sono ammesse alla fase campionato.
Con l'istituzione dell'UEFA Women's Europa Cup, le squadre eliminate dal terzo turno di qualificazione e le squadre seconde e terze classificate nei minitornei del secondo turno di qualificazione dell'UEFA Women's Champions League vengono retrocesse in UEFA Women's Europa Cup 2025-2026.

## Squadre partecipanti
Alle qualificazioni hanno avuto accesso complessivamente 65 delle 74 squadre iscritte al torneo, delle quali 44 squadre vincitrici del rispettivo campionato nazionale, inserite nel percorso Campioni, e 21 squadre piazzatesi al secondo o terzo posto nel rispettivo campionato nazionale e appartenenti alle federazioni classificate dal 1º al 16º posto nel ranking UEFA.
| Legenda                                                              | Legenda |
| -------------------------------------------------------------------- | ------- |
| Le squadre vincitrici del terzo turno avanzano alla fase campionato. |         |
| Squadre retrocesse in UEFA Women's Europa Cup 2025-2026.             |         |

| Squadre               | Coeff    |
| Campioni              | Campioni |
| --------------------- | -------- |
| St. Pölten            | 27,000   |
| Piazzate              |          |
| Real Madrid           | 43,000   |
| Häcken                | 28,000   |
| Paris FC              | 14,000   |
| Atlético Madrid       | 13,399   |
| Eintracht Francoforte | 12,500   |
| Sporting Lisbona      | 6,600    |

| Squadre           | Coeff    |
| Campioni          | Campioni |
| ----------------- | -------- |
| Slavia Praga      | 24,000   |
| Rosengård         | 24,000   |
| Twente            | 16,000   |
| Vålerenga         | 16,000   |
| Vorskla           | 14,000   |
| BIIK Kazygurt     | 13,500   |
| Vllaznia          | 13,000   |
| Apollōn Lemesou   | 12,000   |
| Mura              | 11,000   |
| SFK 2000          | 10,000   |
| Gintra            | 9,000    |
| Ferencváros       | 9,000    |
| Fortuna Hjørring  | 9,000    |
| Breiðablik        | 8,500    |
| Dinamo-BGU        | 7,000    |
| Young Boys        | 2,850    |
| Hibernian         | 2,400    |
| Stella Rossa      | 2,300    |
| OH Lovanio        | 2,200    |
| Farul Costanza    | 2,000    |
| KuPS              | 1,900    |
| GKS Katowice      | 1,800    |
| Piazzate          |          |
| Roma              | 32,000   |
| Sparta Praga      | 21,000   |
| Brann             | 17,000   |
| Manchester United | 13,699   |
| Valur             | 11,500   |
| FK Minsk          | 10,500   |
| Glasgow City      | 10,000   |
| Hammarby          | 8,000    |
| Inter             | 7,600    |
| Metalist 1925     | 7,000    |
| Braga             | 6,600    |
| PSV               | 5,000    |
| Austria Vienna    | 4,150    |
| Nordsjælland      | 2,950    |
| Aqtöbe            | 1,950    |

| Squadre                | Coeff    |
| Campioni               | Campioni |
| ---------------------- | -------- |
| RFCU Lussemburgo       | 7,500    |
| Flora Tallinn          | 6,000    |
| Kiryat Gat             | 6,000    |
| Lanchkhuti             | 5,500    |
| Agarista-ȘS Anenii Noi | 5,500    |
| NSA Sofia              | 4,500    |
| Mitrovica              | 4,000    |
| Spartak Myjava         | 4,000    |
| Ljuboten               | 3,500    |
| Agram                  | 2,100    |
| Cardiff City FC        | 2,200    |
| FOMGET                 | 1,900    |
| AEK Atene              | 1,800    |
| Athlone Town           | 1,600    |
| Swieqi United          | 1,500    |
| Rīga FC                | 1,300    |
| Budućnost              | 1,300    |
| Cliftonville           | 1,200    |
| P'yownik               | 1,000    |
| Neftçi Baku            | 1,000    |
| NSÍ Runavík            | 1,000    |

## Primo turno

### Sorteggio
Il sorteggio per il primo turno di qualificazione si è tenuto a Nyon il 24 giugno 2025.
| Percorso Campioni | Percorso Campioni                                                                                    |
| Testa di serie | Non testa di serie                                                                                   |
| --- | --- |
| RFCU Lussemburgo Flora Tallinn Kiryat Gat Lanchkhuti Agarista-ȘS Anenii Noi NSA Sofia Mitrovica Spartak Myjava Ljuboten Agram Cardiff City FOMGET | AEK Atene Athlone Town Swieqi United Rīga FC Budućnost Cliftonville P'yownik Neftçi Baku NSÍ Runavík |

### Percorso Campioni

#### Gruppo 1

##### Tabellone
|  | Semifinali             | Semifinali             | Semifinali |         |                  | Finale           | Finale          | Finale          |  |
|  |                        |                        |            |         |                  |                  |                 |                 |  |
|  | RFCU Lussemburgo (dts) | RFCU Lussemburgo (dts) | 5          |         |                  |                  |                 |                 |  |
|  | RFCU Lussemburgo (dts) | RFCU Lussemburgo (dts) | 5          |         |                  |                  |                 |                 |  |
|  | AEK Atene              | AEK Atene              | 3          |         |                  |                  |                 |                 |  |
|  | AEK Atene              | AEK Atene              | 3          |         | RFCU Lussemburgo | RFCU Lussemburgo | 2               |                 |  |
|  |                        |                        |            |         | RFCU Lussemburgo | RFCU Lussemburgo | 2               |                 |  |
|  |                        |                        | Rīga FC    | Rīga FC | 1                |                  |                 |                 |  |
|  | Flora Tallinn          | Flora Tallinn          | Rīga FC    | Rīga FC | 1                | 1                |                 |                 |  |
|  | Flora Tallinn          | Flora Tallinn          |            |         |                  | 1                |                 |                 |  |
|  | Rīga FC                | Rīga FC                | 4          |         |                  | Finale 3º posto  | Finale 3º posto | Finale 3º posto |  |
|  | Rīga FC                | Rīga FC                | 4          |         |                  |                  |                 |                 |  |
|  |                        |                        |            |         |                  |                  |                 |                 |  |
|  |                        |                        |            |         |                  | AEK Atene        | AEK Atene       | 1               |  |
|  |                        |                        |            |         |                  | AEK Atene        | AEK Atene       | 1               |  |
|  |                        |                        |            |         |                  | Flora Tallinn    | Flora Tallinn   | 0               |  |

##### Semifinali
| Arbitro: | Vassallo |

|           |           |                          |
| Teern 27’ | Marcatori | 11’, 18’, 24’, 55’ Brima |

| Arbitro: | Sharashanidze |

|                                                 |           |                                      |
| Quatrana 55’, 91’ García 71’, 90+1’ Rigaud 101’ | Marcatori | 62’, 64’ Kongoulī 79’ Chatzīnikolaou |

##### Finale 3º posto
| Arbitro: | Misja |

|  |           |              |
|  | Marcatori | 65’ Kongoulī |

##### Finale
| Arbitro: | Cruc |

|                         |           |           |
| Rigaud 14’ Quatrana 65’ | Marcatori | 50’ Brima |

#### Gruppo 2

##### Tabellone
|  | Semifinali             | Semifinali             | Semifinali           |                      |               | Finale                 | Finale                 | Finale          |  |
|  |                        |                        |                      |                      |               |                        |                        |                 |  |
|  | Agarista-ȘS Anenii Noi | Agarista-ȘS Anenii Noi | 0                    |                      |               |                        |                        |                 |  |
|  | Agarista-ȘS Anenii Noi | Agarista-ȘS Anenii Noi | 0                    |                      |               |                        |                        |                 |  |
|  | Swieqi United          | Swieqi United          | 5                    |                      |               |                        |                        |                 |  |
|  | Swieqi United          | Swieqi United          | 5                    |                      | Swieqi United | Swieqi United          | 1                      |                 |  |
|  |                        |                        |                      |                      | Swieqi United | Swieqi United          | 1                      |                 |  |
|  |                        |                        | Spartak Myjava (dts) | Spartak Myjava (dts) | 2             |                        |                        |                 |  |
|  | Spartak Myjava         | Spartak Myjava         | Spartak Myjava (dts) | Spartak Myjava (dts) | 2             | 3                      |                        |                 |  |
|  | Spartak Myjava         | Spartak Myjava         |                      |                      |               | 3                      |                        |                 |  |
|  | Budućnost              | Budućnost              | 0                    |                      |               | Finale 3º posto        | Finale 3º posto        | Finale 3º posto |  |
|  | Budućnost              | Budućnost              | 0                    |                      |               |                        |                        |                 |  |
|  |                        |                        |                      |                      |               |                        |                        |                 |  |
|  |                        |                        |                      |                      |               | Agarista-ȘS Anenii Noi | Agarista-ȘS Anenii Noi | 0               |  |
|  |                        |                        |                      |                      |               | Agarista-ȘS Anenii Noi | Agarista-ȘS Anenii Noi | 0               |  |
|  |                        |                        |                      |                      |               | Budućnost              | Budućnost              | 3               |  |

##### Semifinali
| Arbitro: | Pjetrushaj |

|  |           |                                                          |
|  | Marcatori | 48’, 58’ Abdulai 60’ Yaneva 76’ (rig.) Saliba 86’ Kričak |

| Arbitro: | Šmitaite |

|                                        |           |  |
| Bogorová 37’ Nárožná 49’ Vredíková 73’ | Marcatori |  |

##### Finale 3º posto
| Arbitro: | Hendry |

|  |           |                                       |
|  | Marcatori | 17’ Merdović 82’ Drešaj 90+4’ Balević |

##### Finale
| Arbitro: | Prychyna |

|                              |           |            |
| Kramlíková 44’ Bogorová 101’ | Marcatori | 36’ Saliba |

#### Gruppo 3

##### Tabellone
|  | Semifinali  | Semifinali  | Semifinali |          |          | Finale          | Finale          | Finale          |  |
|  |             |             |            |          |          |                 |                 |                 |  |
|  | Ljuboten    | Ljuboten    | 4          |          |          |                 |                 |                 |  |
|  | Ljuboten    | Ljuboten    | 4          |          |          |                 |                 |                 |  |
|  | NSÍ Runavík | NSÍ Runavík | 1          |          |          |                 |                 |                 |  |
|  | NSÍ Runavík | NSÍ Runavík | 1          |          | Ljuboten | Ljuboten        | 4               |                 |  |
|  |             |             |            |          | Ljuboten | Ljuboten        | 4               |                 |  |
|  |             |             | P'yownik   | P'yownik | 0        |                 |                 |                 |  |
|  | NSA Sofia   | NSA Sofia   | P'yownik   | P'yownik | 0        | 0               |                 |                 |  |
|  | NSA Sofia   | NSA Sofia   |            |          |          | 0               |                 |                 |  |
|  | P'yownik    | P'yownik    | 1          |          |          | Finale 3º posto | Finale 3º posto | Finale 3º posto |  |
|  | P'yownik    | P'yownik    | 1          |          |          |                 |                 |                 |  |
|  |             |             |            |          |          |                 |                 |                 |  |
|  |             |             |            |          |          | NSÍ Runavík     | NSÍ Runavík     | 4               |  |
|  |             |             |            |          |          | NSÍ Runavík     | NSÍ Runavík     | 4               |  |
|  |             |             |            |          |          | NSA Sofia       | NSA Sofia       | 0               |  |

##### Semifinali
| Arbitro: | Miettunen |

|  |           |                |
|  | Marcatori | 90+1’ Asatryan |

| Arbitro: | Carpenter |

|                                                   |           |                |
| Markovska 15’ Mustafa 24’ Maksuti 45’ Ohadiwe 63’ | Marcatori | 12’ Benbakoura |

##### Finale 3º posto
| Arbitro: | Mauricio |

|  |           |                                                                |
|  | Marcatori | 25’ Mortensen 39’ Zakariasardóttir 64’ Sevdal 83’ (rig.) Olsen |

##### Finale
| Arbitro: | Calvo Valentín |

|                              |           |  |
| Mustafa 39’, 55’, 89’, 90+6’ | Marcatori |  |

#### Gruppo 4

##### Tabellone
|  | Semifinali  | Semifinali  | Semifinali |        |   | Finale     | Finale     | Finale |  |
|  |             |             |            |        |   |            |            |        |  |
|  |             |             |            |        |   | Kiryat Gat | Kiryat Gat | 1      |  |
|  |             |             |            |        |   | Kiryat Gat | Kiryat Gat | 1      |  |
|  |             |             | FOMGET     | FOMGET | 3 |            |            |        |  |
|  | FOMGET      | FOMGET      | FOMGET     | FOMGET | 3 | 2          |            |        |  |
|  | FOMGET      | FOMGET      |            |        |   |            |            |        |  |
|  | Neftçi Baku | Neftçi Baku | 0          |        |   |            |            |        |  |

##### Semifinali
| Arbitro: | Laajanen |

|                    |           |  |
| Rangel 21’ Kuč 49’ | Marcatori |  |

##### Finale
| Arbitro: | Van Laere |

|                   |           |                           |
| Selimhodzic 45+4’ | Marcatori | 29’, 37’ Kuč 59’ Ovdijčuk |

#### Gruppo 5

##### Tabellone
|  | Semifinali      | Semifinali      | Semifinali   |              |   | Finale | Finale | Finale |  |
|  |                 |                 |              |              |   |        |        |        |  |
|  |                 |                 |              |              |   | Agram  | Agram  | 0      |  |
|  |                 |                 |              |              |   | Agram  | Agram  | 0      |  |
|  |                 |                 | Athlone Town | Athlone Town | 3 |        |        |        |  |
|  | Cardiff City FC | Cardiff City FC | Athlone Town | Athlone Town | 3 | 0      |        |        |  |
|  | Cardiff City FC | Cardiff City FC |              |              |   |        |        |        |  |
|  | Athlone Town    | Athlone Town    | 4            |              |   |        |        |        |  |

##### Semifinali
| Arbitro: | Jensen |

|  |           |                                       |
|  | Marcatori | 15’ Groves 40’, 43’ Molloy 49’ Waesch |

##### Finale
| Arbitro: | Bragadottir |

|  |           |                              |
|  | Marcatori | 18’, 45+2’ Gibson 22’ Waesch |

#### Gruppo 6

##### Tabellone
|  | Semifinali         | Semifinali         | Semifinali   |              |   | Finale     | Finale     | Finale |  |
|  |                    |                    |              |              |   |            |            |        |  |
|  |                    |                    |              |              |   | Lanchkhuti | Lanchkhuti | 2      |  |
|  |                    |                    |              |              |   | Lanchkhuti | Lanchkhuti | 2      |  |
|  |                    |                    | Cliftonville | Cliftonville | 1 |            |            |        |  |
|  | Mitrovica          | Mitrovica          | Cliftonville | Cliftonville | 1 | 1          |            |        |  |
|  | Mitrovica          | Mitrovica          |              |              |   |            |            |        |  |
|  | Cliftonville (dts) | Cliftonville (dts) | 3            |              |   |            |            |        |  |

##### Semifinali
| Arbitro: | Dakan |

|               |           |                        |
| Mulliqi 45+2’ | Marcatori | 84’, 100’, 113’ Devine |

##### Finale
| Arbitro: | Adamska |

|                               |           |           |
| Tsikaridze 55’ Sulashvili 56’ | Marcatori | 90’ Magee |

## Secondo turno

### Sorteggio
Il sorteggio per il secondo turno di qualificazione si è tenuto il 24 giugno 2025. Le 38 squadre ammesse al secondo turno sono state divise in due percorsi: 28 squadre nel percorso Campioni e 10 squadre nel percorso Piazzate. In ciascuno dei due percorsi le squadre sono state suddivise in due gruppi ("teste di serie" e "non teste di serie") in base al ranking UEFA per club. Secondo la procedura per il sorteggio squadre appartenenti alla stessa federazione non possono essere sorteggiate contro, mentre la squadra estratta per prima gioca la gara d'andata in casa.
| Percorso Campioni | Percorso Campioni                                                                                                |
| Testa di serie | Non testa di serie                                                                                               |
| --- | --- |
| Slavia Praga Rosengård Twente Vålerenga Vorskla BIIK Kazygurt Vllaznia Apollōn Lemesou Mura SFK 2000 Gintra Ferencváros Fortuna Hjørring Breiðablik | Dinamo Minsk Young Boys Hibernian Stella Rossa OHL Farul Constanța HJK GKS Katowice 6 vincitrici del primo turno |

| Percorso Piazzate                                                              | Percorso Piazzate                                                |
| Testa di serie                                                                 | Non testa di serie                                               |
| ------------------------------------------------------------------------------ | ---------------------------------------------------------------- |
| Roma Sparta Praga Brann Manchester United Valur FK Minsk Glasgow City Hammarby | Inter Metalist 1925 Braga PSV Austria Vienna Nordsjælland Aqtöbe |

### Percorso Campioni

#### Gruppo 1

##### Tabellone
|  | Semifinali     | Semifinali | Semifinali |  |  | Finale | Finale | Finale |  |
|  |                |            |            |  |  |        |        |        |  |
|  | Mura           |            |            |  |  |        |        |        |  |
|  |                |            |            |  |  |        |        |        |  |
|  | Spartak Myjava |            |            |  |  |        |        |        |  |
|  |                |            |            |  |  |        |        |        |  |
|  |                |            |            |  |  |        |        |        |  |
|  |                |            |            |  |  |        |        |        |  |
|  | BIIK Kazygurt  |            |            |  |  |        |        |        |  |
|  |                |            |            |  |  |        |        |        |  |
|  | GKS Katowice   |            |            |  |  |        |        |        |  |

##### Semifinali
| Radenci 27 agosto 2025, ore 11:00 UTC+2 | BIIK Kazygurt | – referto | GKS Katowice | Campo sportivo |

| Murska Sobota 27 agosto 2025, ore 18:00 UTC+2 | Mura | – referto | Spartak Myjava | Stadio Fazanerija |

##### Finale 3º posto
| Radenci 30 agosto 2025, ore 11:00 UTC+2 |  | – |  | Campo sportivo |

##### Finale
| Murska Sobota 30 agosto 2025, ore 18:00 UTC+2 |  | – |  | Stadio Fazanerija |

#### Gruppo 2

##### Tabellone
|  | Semifinali       | Semifinali | Semifinali |  |  | Finale | Finale | Finale |  |
|  |                  |            |            |  |  |        |        |        |  |
|  | Apollōn Lemesou  |            |            |  |  |        |        |        |  |
|  |                  |            |            |  |  |        |        |        |  |
|  | Young Boys       |            |            |  |  |        |        |        |  |
|  |                  |            |            |  |  |        |        |        |  |
|  |                  |            |            |  |  |        |        |        |  |
|  |                  |            |            |  |  |        |        |        |  |
|  | Fortuna Hjørring |            |            |  |  |        |        |        |  |
|  |                  |            |            |  |  |        |        |        |  |
|  | Hibernian        |            |            |  |  |        |        |        |  |

##### Semifinali
| Pafo 27 agosto 2025, ore 16:00 UTC+2 | Apollōn Lemesou | – referto | Young Boys | Stadio Stelios Kyriakides |

| Pafo 27 agosto 2025, ore 20:30 UTC+2 | Fortuna Hjørring | – referto | Hibernian | Stadio Stelios Kyriakides |

##### Finale 3º posto
| Pafo 30 agosto 2025, ore 16:00 UTC+2 |  | – |  | Stadio Stelios Kyriakides |

##### Finale
| Pafo 30 agosto 2025, ore 20:30 UTC+2 |  | – |  | Stadio Stelios Kyriakides |

#### Gruppo 3

##### Tabellone
|  | Semifinali | Semifinali | Semifinali |  |  | Finale | Finale | Finale |  |
|  |            |            |            |  |  |        |        |        |  |
|  | SFK 2000   |            |            |  |  |        |        |        |  |
|  |            |            |            |  |  |        |        |        |  |
|  | OH Lovanio |            |            |  |  |        |        |        |  |
|  |            |            |            |  |  |        |        |        |  |
|  |            |            |            |  |  |        |        |        |  |
|  |            |            |            |  |  |        |        |        |  |
|  | Rosengård  |            |            |  |  |        |        |        |  |
|  |            |            |            |  |  |        |        |        |  |
|  | Ljuboten   |            |            |  |  |        |        |        |  |

##### Semifinali
| Lovanio 27 agosto 2025, ore 13:00 UTC+2 | Rosengård | – referto | Ljuboten | Den Dreef |

| Lovanio 27 agosto 2025, ore 20:00 UTC+2 | SFK 2000 | – referto | OH Lovanio | Den Dreef |

##### Finale 3º posto
| Lovanio 30 agosto 2025, ore 13:00 UTC+2 |  | – |  | Den Dreef |

##### Finale
| Lovanio 30 agosto 2025, ore 20:00 UTC+2 |  | – |  | Den Dreef |

#### Gruppo 4

##### Tabellone
|  | Semifinali       | Semifinali | Semifinali |  |  | Finale | Finale | Finale |  |
|  |                  |            |            |  |  |        |        |        |  |
|  | Ferencváros      |            |            |  |  |        |        |        |  |
|  |                  |            |            |  |  |        |        |        |  |
|  | RFCU Lussemburgo |            |            |  |  |        |        |        |  |
|  |                  |            |            |  |  |        |        |        |  |
|  |                  |            |            |  |  |        |        |        |  |
|  |                  |            |            |  |  |        |        |        |  |
|  | Vllaznia         |            |            |  |  |        |        |        |  |
|  |                  |            |            |  |  |        |        |        |  |
|  | Dinamo-BGU       |            |            |  |  |        |        |        |  |

##### Semifinali
| Scutari 27 agosto 2025, ore 10:00 UTC+2 | Ferencváros | – referto | RFCU Lussemburgo | Stadio Loro-Boriçi |

| Scutari 27 agosto 2025, ore 19:00 UTC+2 | Vllaznia | – referto | Dinamo-BGU | Stadio Loro-Boriçi |

##### Finale 3º posto
| Scutari 30 agosto 2025, ore 10:00 UTC+2 |  | – |  | Stadio Loro-Boriçi |

##### Finale
| Scutari 30 agosto 2025, ore 19:00 UTC+2 |  | – |  | Stadio Loro-Boriçi |

#### Gruppo 5

##### Tabellone
|  | Semifinali     | Semifinali | Semifinali |  |  | Finale | Finale | Finale |  |
|  |                |            |            |  |  |        |        |        |  |
|  | Gintra         |            |            |  |  |        |        |        |  |
|  |                |            |            |  |  |        |        |        |  |
|  | Farul Costanza |            |            |  |  |        |        |        |  |
|  |                |            |            |  |  |        |        |        |  |
|  |                |            |            |  |  |        |        |        |  |
|  |                |            |            |  |  |        |        |        |  |
|  | Vorskla        |            |            |  |  |        |        |        |  |
|  |                |            |            |  |  |        |        |        |  |
|  | Lanchkhuti     |            |            |  |  |        |        |        |  |

##### Semifinali
| Šiauliai 27 agosto 2025, ore 11:00 UTC+2 | Vorskla | – referto | Lanchkhuti | Stadio Savivaldybė |

| Šiauliai 27 agosto 2025, ore 17:00 UTC+2 | Gintra | – referto | Farul Costanza | Stadio Savivaldybė |

##### Finale 3º posto
| Šiauliai 30 agosto 2025, ore 11:00 UTC+2 |  | – |  | Stadio Savivaldybė |

##### Finale
| Šiauliai 30 agosto 2025, ore 17:00 UTC+2 |  | – |  | Stadio Savivaldybė |

#### Gruppo 6

##### Tabellone
|  | Semifinali   | Semifinali | Semifinali |  |  | Finale | Finale | Finale |  |
|  |              |            |            |  |  |        |        |        |  |
|  | Twente       |            |            |  |  |        |        |        |  |
|  |              |            |            |  |  |        |        |        |  |
|  | Stella Rossa |            |            |  |  |        |        |        |  |
|  |              |            |            |  |  |        |        |        |  |
|  |              |            |            |  |  |        |        |        |  |
|  |              |            |            |  |  |        |        |        |  |
|  | Breiðablik   |            |            |  |  |        |        |        |  |
|  |              |            |            |  |  |        |        |        |  |
|  | Athlone Town |            |            |  |  |        |        |        |  |

##### Semifinali
| Enschede 27 agosto 2025, ore 13:00 UTC+2 | Breiðablik | – referto | Athlone Town | Campo sportivo Schreurserve |

| Enschede 27 agosto 2025, ore 19:00 UTC+2 | Twente | – referto | Stella Rossa | Campo sportivo Schreurserve |

##### Finale 3º posto
| Enschede 30 agosto 2025, ore 13:00 UTC+2 |  | – |  | Campo sportivo Schreurserve |

##### Finale
| Enschede 30 agosto 2025, ore 19:00 UTC+2 |  | – |  | Campo sportivo Schreurserve |

#### Gruppo 7

##### Tabellone
|  | Semifinali   | Semifinali | Semifinali |  |  | Finale | Finale | Finale |  |
|  |              |            |            |  |  |        |        |        |  |
|  | Slavia Praga |            |            |  |  |        |        |        |  |
|  |              |            |            |  |  |        |        |        |  |
|  | FOMGET       |            |            |  |  |        |        |        |  |
|  |              |            |            |  |  |        |        |        |  |
|  |              |            |            |  |  |        |        |        |  |
|  |              |            |            |  |  |        |        |        |  |
|  | Vålerenga    |            |            |  |  |        |        |        |  |
|  |              |            |            |  |  |        |        |        |  |
|  | HJK          |            |            |  |  |        |        |        |  |

##### Semifinali
| Helsinki 27 agosto 2025, ore 12:00 UTC+2 | Slavia Praga | – referto | FOMGET | Helsinki Football Stadium |

| Helsinki 27 agosto 2025, ore 19:00 UTC+2 | Vålerenga | – referto | HJK | Helsinki Football Stadium |

##### Finale 3º posto
| Helsinki 30 agosto 2025, ore 12:00 UTC+2 |  | – |  | Helsinki Football Stadium |

##### Finale
| Helsinki 30 agosto 2025, ore 18:00 UTC+2 |  | – |  | Helsinki Football Stadium |

### Percorso Piazzate

#### Gruppo 1

##### Tabellone
|  | Semifinali        | Semifinali | Semifinali |  |  | Finale | Finale | Finale |  |
|  |                   |            |            |  |  |        |        |        |  |
|  | Hammarby          |            |            |  |  |        |        |        |  |
|  |                   |            |            |  |  |        |        |        |  |
|  | Metalist 1925     |            |            |  |  |        |        |        |  |
|  |                   |            |            |  |  |        |        |        |  |
|  |                   |            |            |  |  |        |        |        |  |
|  |                   |            |            |  |  |        |        |        |  |
|  | Manchester United |            |            |  |  |        |        |        |  |
|  |                   |            |            |  |  |        |        |        |  |
|  | PSV               |            |            |  |  |        |        |        |  |

##### Semifinali
| Stoccolma 27 agosto 2025, ore 12:00 UTC+2 | Manchester United | – referto | PSV | Stockholm Arena |

| Stoccolma 27 agosto 2025, ore 19:00 UTC+2 | Hammarby | – referto | Metalist 1925 | Stockholm Arena |

##### Finale 3º posto
| Stoccolma 30 agosto 2025, ore 12:00 UTC+2 |  | – |  | Stockholm Arena |

##### Finale
| Stoccolma 30 agosto 2025, ore 19:00 UTC+2 |  | – |  | Stockholm Arena |

#### Gruppo 2

##### Tabellone
|  | Semifinali   | Semifinali | Semifinali |  |  | Finale | Finale | Finale |  |
|  |              |            |            |  |  |        |        |        |  |
|  | Roma         |            |            |  |  |        |        |        |  |
|  |              |            |            |  |  |        |        |        |  |
|  | Aqtöbe       |            |            |  |  |        |        |        |  |
|  |              |            |            |  |  |        |        |        |  |
|  |              |            |            |  |  |        |        |        |  |
|  |              |            |            |  |  |        |        |        |  |
|  | Sparta Praga |            |            |  |  |        |        |        |  |
|  |              |            |            |  |  |        |        |        |  |
|  | Nordsjælland |            |            |  |  |        |        |        |  |

##### Semifinali
| Praga 27 agosto 2025, ore 15:00 UTC+2 | Roma | – referto | Aqtöbe | Stadio Ďolíček |

| Praga 27 agosto 2025, ore 19:00 UTC+2 | Sparta Praga | – referto | Nordsjælland | Stadion Letná |

##### Finale 3º posto
| Praga 30 agosto 2025, ore 15:00 UTC+2 |  | – |  | Stadio Loko Vltavín |

##### Finale
| Praga 30 agosto 2025, ore 15:00 UTC+2 |  | – |  | Stadio Ďolíček |

#### Gruppo 3

##### Tabellone
|  | Semifinali | Semifinali | Semifinali |  |  | Finale | Finale | Finale |  |
|  |            |            |            |  |  |        |        |        |  |
|  | Valur      |            |            |  |  |        |        |        |  |
|  |            |            |            |  |  |        |        |        |  |
|  | Braga      |            |            |  |  |        |        |        |  |
|  |            |            |            |  |  |        |        |        |  |
|  |            |            |            |  |  |        |        |        |  |
|  |            |            |            |  |  |        |        |        |  |
|  | Brann      |            |            |  |  |        |        |        |  |
|  |            |            |            |  |  |        |        |        |  |
|  | Inter      |            |            |  |  |        |        |        |  |

##### Semifinali
| Milano 27 agosto 2025, ore 16:00 UTC+2 | Brann | – referto | Inter | Centro Sportivo Giacinto Facchetti |

| Milano 27 agosto 2025, ore 20:30 UTC+2 | Valur | – referto | Braga | Centro Sportivo Giacinto Facchetti |

##### Finale 3º posto
| Milano 30 agosto 2025, ore 11:00 UTC+2 |  | – |  | Centro Sportivo Giacinto Facchetti |

##### Finale
| Milano 30 agosto 2025, ore 17:00 UTC+2 |  | – |  | Centro Sportivo Giacinto Facchetti |

#### Gruppo 4

##### Tabellone
|  | Semifinali     | Semifinali | Semifinali |  |  | Finale   | Finale | Finale |  |
|  |                |            |            |  |  |          |        |        |  |
|  |                |            |            |  |  | FK Minsk |        |        |  |
|  |                |            |            |  |  |          |        |        |  |
|  |                |            |            |  |  |          |        |        |  |
|  | Glasgow City   |            |            |  |  |          |        |        |  |
|  |                |            |            |  |  |          |        |        |  |
|  | Austria Vienna |            |            |  |  |          |        |        |  |

##### Semifinali
| Vienna 27 agosto 2025, ore 19:00 UTC+2 | Glasgow City | – referto | Austria Vienna | Franz Horr Stadion |

##### Finale
| Vienna 30 agosto 2025, ore 14:00 UTC+2 | FK Minsk | – referto |  | Franz Horr Stadion |

## Terzo turno

### Sorteggio
Il sorteggio per il terzo turno di qualificazione si terrà il 31 agosto 2025. Le 18 squadre ammesse al terzo turno saranno divise in due percorsi: 8 squadre nel percorso Campioni e 10 squadre nel percorso Piazzate. In ciascuno dei due percorsi le squadre saranno suddivise in due gruppi ("teste di serie" e "non teste di serie") in base al ranking UEFA per club. Secondo la procedura per il sorteggio squadre appartenenti alla stessa federazione non potranno essere sorteggiate contro, mentre la squadra estratta per prima gioca la gara d'andata in casa.